# کیمیرا
کیمیِرا (به انگلیسی: Chimera) یا خیمَیرا (به یونانی: Χίμαιρα)، یکی از اسطوره‌های یونان باستان است که طبق افسانه‌های یونانی فرزند اکیدنا یا اخیدنا (هیولای مؤنث که نیمی پری و نیمی مار)، و تیفون که در بعضی منابع تایفون (اژدهایی با نفس آتشین، صدسر و خستگی‌ناپذیر) بوده است. او دارای سر شیر و بدن بز و دمی از سر مار است که از دهانش شعله‌های آتش بیرون می‌زند و گاهی نیز در هنر به‌صورت شیری که کلهٔ بزی شاخدار از پشت آن بیرون آمده نشان داده‌شده است. طبق روایت‌ها شیمر با تیر سربی بلروفون یکی از پهلوانان یونانی که سوار بر پگاسوس بود، کشته شد.

## پیدایش
شیمر پسر توفون (توفونئوس) یا تایفون (به انگلیسی: typhon) و اخیدنه یا اکیدنا (به انگلیسی: ECHIDNA) (افعی) و برادر کربروس، هودرا و اسفینکس بود.وی به وسیله شاه امیسودورِس (به انگلیسی: Amisodares) پادشاه کاری پرورش یافت و در پَتِرا (به انگلیسی: patera) به سر می‌برد.
به روایت آپولودور، تیفون در سلیشه زاده شد و در آنجا بود که مار-زن اکیدنا (به انگلیسی: Echidna)، سگ سه سر کربروس (به انگلیسی: CERBERUS) یا سربر، مار نُه‌سر هودرا (به انگلیسی: Hydra) و هیولای شیمر (شیر-بز) را پدیدآورد. در روایتی دیگر پیش از اینکه زئوس تیفون را در هم بکوبد، او فرزندان بسیار وحشتناکی از اخیدنه یافت که در میان آن‌ها کیمایرا (شیمر)، شیر نمه‌ای، هودرا، ارثروس، لادون، و اسفینکس (ابوالهول) بودند.

## قتل شیمر

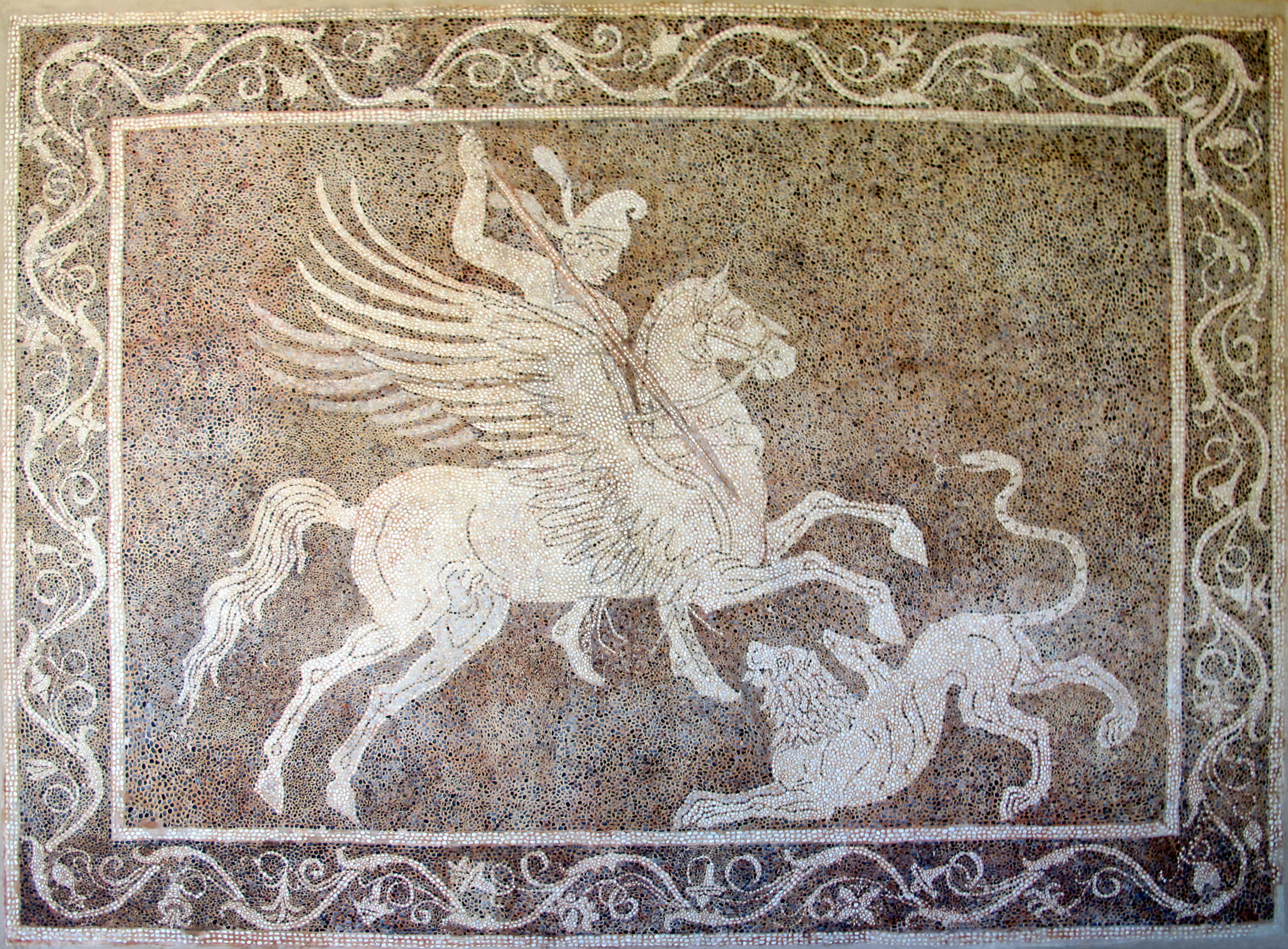
نبرد شیمر

بلروفون بسیار زیبا بود و زن پروتئوس که در اثر همر اَنتیا و بعدها استنبه بود از او خواست که با وی هم بستر شود و هنگامی که بلروفون از این کار سر باز زد استنبه او را به خیانت متهم کرد و از پروتئوس خواستار مرگ وی شد.
بلروفون نامه‌ای را از سوی پرویتوس برای پدرزن او یعنی لوباتس که شاه لوکیا بود برد و در آن نامه پرویتوس خواست تا آورنده نامه را بکشد. در نخستین منابع مکتوب ادبیات یونان آمده که بلروفون نامه را برد لوباتس هم چون از کشتن مهمان اکراه داشت، تصمیم گرفت که بگذارد تقدیر کار خودش را بکند و بلروفون را به جنگ با خیمایرا هیولای آتشین دم فرستاد.
می‌گویند در آن زمان خیمایرا در لوکیا و در روایتی دیگر در سرزمین سذزمن تاخت و تاز می‌کرد. بلروفون هنگامی که شیمر سرگرم غارت لوکیا بود، سوار بر اسب بالدار پگاسوس(به انگلیسی: Pegasus)، حیوان عفریت‌آسا که افسار زرین بر گردن داشت و آن را آتنه ایزد بانو به بلروفون داده بود و خد بلروفون آن را اهلی کرده بود بر شیمر تاخت و پیکان سربی تیر خود را به دهانش انداخت و سرب در دهانش از دم آتشین ذوب شد و درونش را به آتش کشید.

## تمثیل شیمر

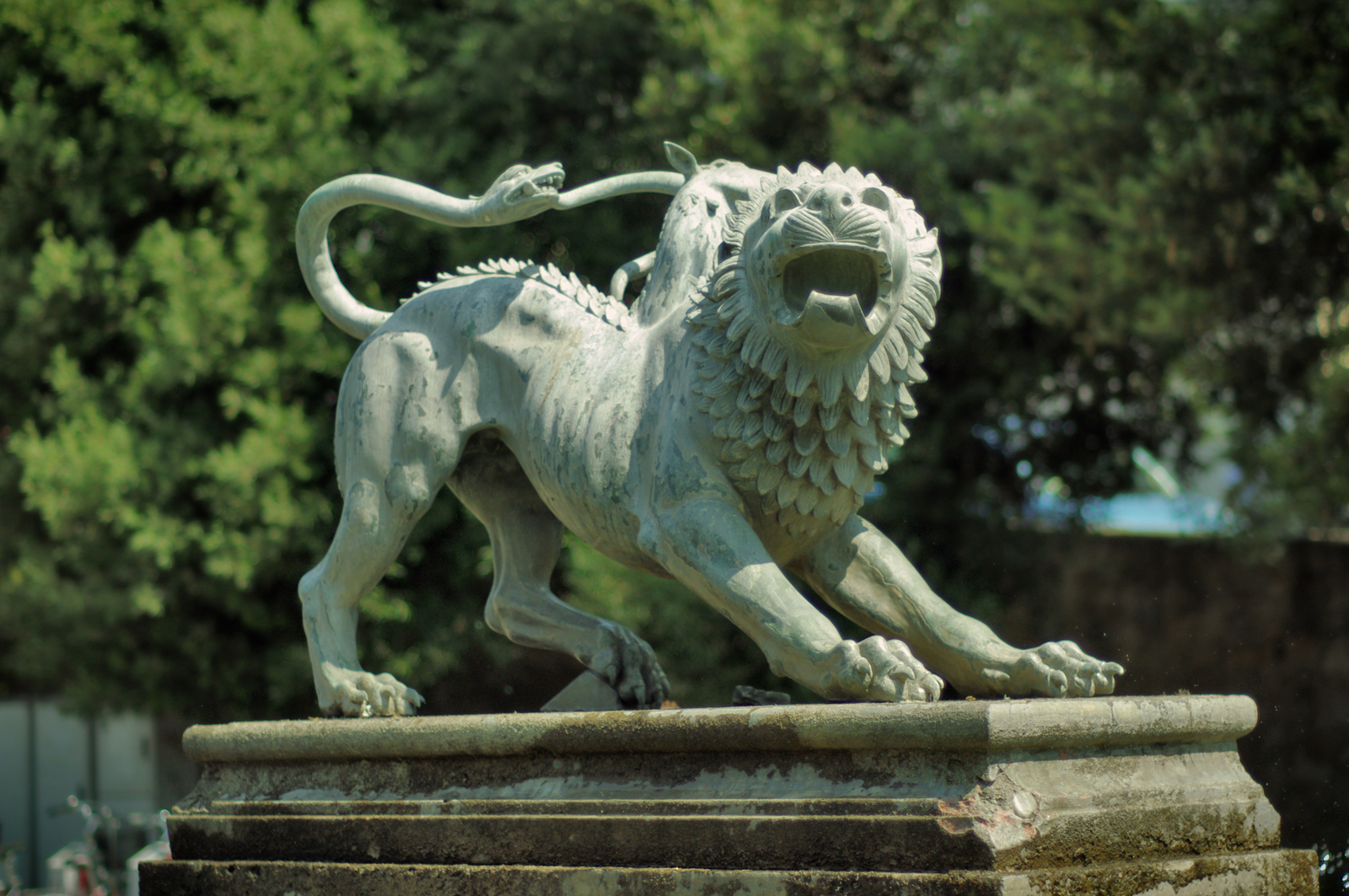

در اغلب آثار هنری یونان، مینوس (کرت)، میسین و اسطوره‌های این سرزمین تیفون از دشمنان زئوس در اسطوره‌های جانشینی و پدر یا نیای همه غولان اسطوره‌ای یونان است. این ویژگی و تعارضات مربوط به غول‌ها غالباً از روایت‌های آیینی خاور نزدیک و جایگاه غول پهلوانان کهن متأثر است. در هنر یونان دوره اصلی غول‌ها و پیدایی گورگون‌ها (هماه یا بدون پرسه)، ابوالهول‌ها، سیرنها، و گاه شیمرها در سده هفتم و اسطوره‌های آنان به زمانی دورتر بازمی‌گردد. شیمر (به انگلیسی: Chimaera) یا خیمایرا یا کیمایرا بر کوه خیمایرا در تائوروس می‌زیست. او باید نماد تجسم آتش آتشفشان‌ها باشد که هنوز نزدیک قله می‌سوزد. گفته شده است که شکل خیمایرا، تمثیلی از کوه آتشفشان است که بر آن، گویا با آتشی در ستیغش، شیران و بزها در دامنه‌اش پرسه می‌زنند و مارهایی در پای کوه هستند.

## فرزندان شیمر
احتمالاً سگ دوسر گروئون، یکی از فرزندان اخیدنه یا خیمایرا بوده است.
این غول احتمالاً در جزیره مرموز اروتیا (به انگلیسی: ervithia)، آن سوی تنگه جبل‌الطارق، در اقیانوس اطلس زندگی می‌کرد. در این جزیره گروئون دارای گله گاوی باشکوه به رنگ قرمز بود. روایت شده است که هراکلس فرستاده شده بود تا گله گروئون را که اورتروس و ائوروتیون (به انگلیسی: eurytoin) از آن نگهبانی می‌کردند، بدزدد و گروئون را نیز بکشد که دهمین شکار هراکلس بوه است.